# سامانه موروثی
سامانه موروثی روش، فناوری، رایانه یانرم‌افزار کاربردی قدیمی است.
این اصطلاح اولین بار در سال ۱۹۹۰ به معنای سامانه رایانه‌ای از قبل مانده یا منسوخ شده به کار رفت. تعریف جدید می گوید هر سامانه کامپیوتری شرکت‌های بزرگ که وابسته به اینترنت نیستند.

## نمای کلی
سازمان‌ها دلایل قانع کننده‌ای برای نگهداری یک سامانه موروثی دارند،مانند:
- سامانه به خوبی کار می‌کند و دارنده آن دلیلی برای تعویض یا توسیع آن نمی‌بیند.
- هزینه طراحی دوباره یا جایگزینی یک سامانه دیگر زیاد هست.
- سامانه می‌بایست همواره در دسترس باشد، مانند سامانه‌های موجود در بانک‌ها،مراقبت پرواز,تورین برقی,نیروگاه هسته‌ای.
- نحوه کار سامانه به درستی درک نمی‌شود،مانند زمانی که طراحان سامانه در دسترس نباشند یا سامانه به درستی مستندسازی نگشته باشد.

## مثال ناسا
برنامه شاتل فضایی بسیار گران قیمت بود , برای همین ناسا به طور گسترده از فناوری دهه ۷۰ میلادی استفاده می‌کرد. هر قطعه‌ای که دوباره استفاده می‌گشت از آزمون‌های فراوان می‌گذشت تا هم از کارایی قطعه اطمینان حاصل شود و هم ازاینکه قطعه در ساختار جدید به درستی کار می‌کند.این ایده استفاده مجدد از قطعاتی با تکنولوژی قدیمی هزینه‌های ناسا را بسیار کاهش داد.

## نگاه مهندسان نرم‌افزار
بیشتر مهندسان نرم‌افزار سامانه‌های موروثی را بالقوه دارای مشکل میدانند , از جمله:
- سامانه موروثی معمولاً بر روی سخت‌افزارهای قدیمی اجرا می‌گردند که دارای مشکلاتی از جمله کندی اجرا و سختی پیدا کردن قطعات یدکی است.
- اگر نرم‌افزار سامانه موروثی فقط بر روی سخت‌افزار قدیمی اجرا گردد ممکن است هزینه نگهداری سامانه در نهایت از هزینه تعویض همزمان نرم‌افزار و سخت‌افزار بیشتر گردد.
- این سامانه‌ها نگهداری و توسعه سختی دارند چون ممکن کسانی که با سامانه کار می‌کنند بازنشست شوند یا کارکنان جدید که قرار است با آن کار کنند به خوبی آموزش ندیده باشند یا به مرور با فراموش شدن تدریجی بعضی ویژگی های سامانه یک ناآگاهی کلی درباره سامانه ایجاد گردد; این مشکل با از دست رفتن مستندات بدتر می‌گردد. مثلاً شرکت کام‌ایر (به انگلیسی: Comair) مدیر خود را یه خاطر یک سامانه موروثی قدیمی که برای برنامه‌ریزی خدمه بود اخراج کرد , چون سامانه به مشکلی رسیده بود که هیچ‌کس در شرکت درباره آن نمی‌دانست!
- سامانه موروثی چون قدیمی است دارای مشکلات امنیتی می‌گردد ; همچنین در یک ساختاربندی با سامانه‌های دیگر ممکن است مشکلات امنیتی ایجاد کند.
- یکپارچه‌سازی با سامانه‌های جدید به خاطر استفاده از فناوریهای مختلف مشکل هست.